# Atis Slakteris
Atis Slakteris (ur. 21 listopada 1956 w Codes pagasts w gminie Bauska) – łotewski polityk, poseł na Sejm, minister w różnych resortach, przewodniczący Partii Ludowej (2002–2006).

## Życiorys
Absolwent wydziału mechanicznego Łotewskiej Akademii Rolniczej w Jełgawie (1980). W 1997 ukończył studia na University of Minnesota. W latach 80. pracował jako mechanik i główny inżynier w jednej ze spółdzielni rolnych. Od 1989 do 1990 był zastępcą dyrektora przedsiębiorstwa państwowego Bauskas Lauktehnika. Później do 1996 zatrudniony na kierowniczych stanowiskach administracji rolnej okręgu Bauska. W latach 1996–1997 pełnił funkcję ministra do spraw współpracy w rządzie, którym kierował Andris Šķēle. W 1997 został właścicielem gospodarstwa rolnego Mālnieki. Do 1998 był przewodniczącym rady centrum doradztwa rolniczego.
Był działaczem Łotewskiego Związku Rolników. W 1998 dołączył do Partii Ludowej, od 2002 do 2006 pełnił funkcję przewodniczącego tego ugrupowania. W 1998, 2002 i 2006 uzyskiwał mandat posła na Sejm. Od maja 2000 do listopada 2002 zajmował stanowisko ministra rolnictwa w rządzie Andrisa Bērziņša. Od marca do grudnia 2004 sprawował urząd ministra obrony narodowej u Indulisa Emsisa. Ponownie pełnił tę funkcję od kwietnia 2006 do grudnia 2007 w gabinecie Aigarsa Kalvītisa. Następnie do marca 2009 był ministrem finansów w rządzie Ivarsa Godmanisa, jego urzędowanie przypadło na okres kryzysu finansowego na Łotwie.
W 2010 znalazł się poza parlamentem. Powrócił do prowadzenia własnego przedsiębiorstwa rolnego.